# Hlavatce u Českých Budějovic
Hlavatce (deutsch Hlawatetz) ist eine Gemeinde in Tschechien. Sie liegt fünf Kilometer nordöstlich von Netolice und gehört zum Okres České Budějovice.

## Geographie

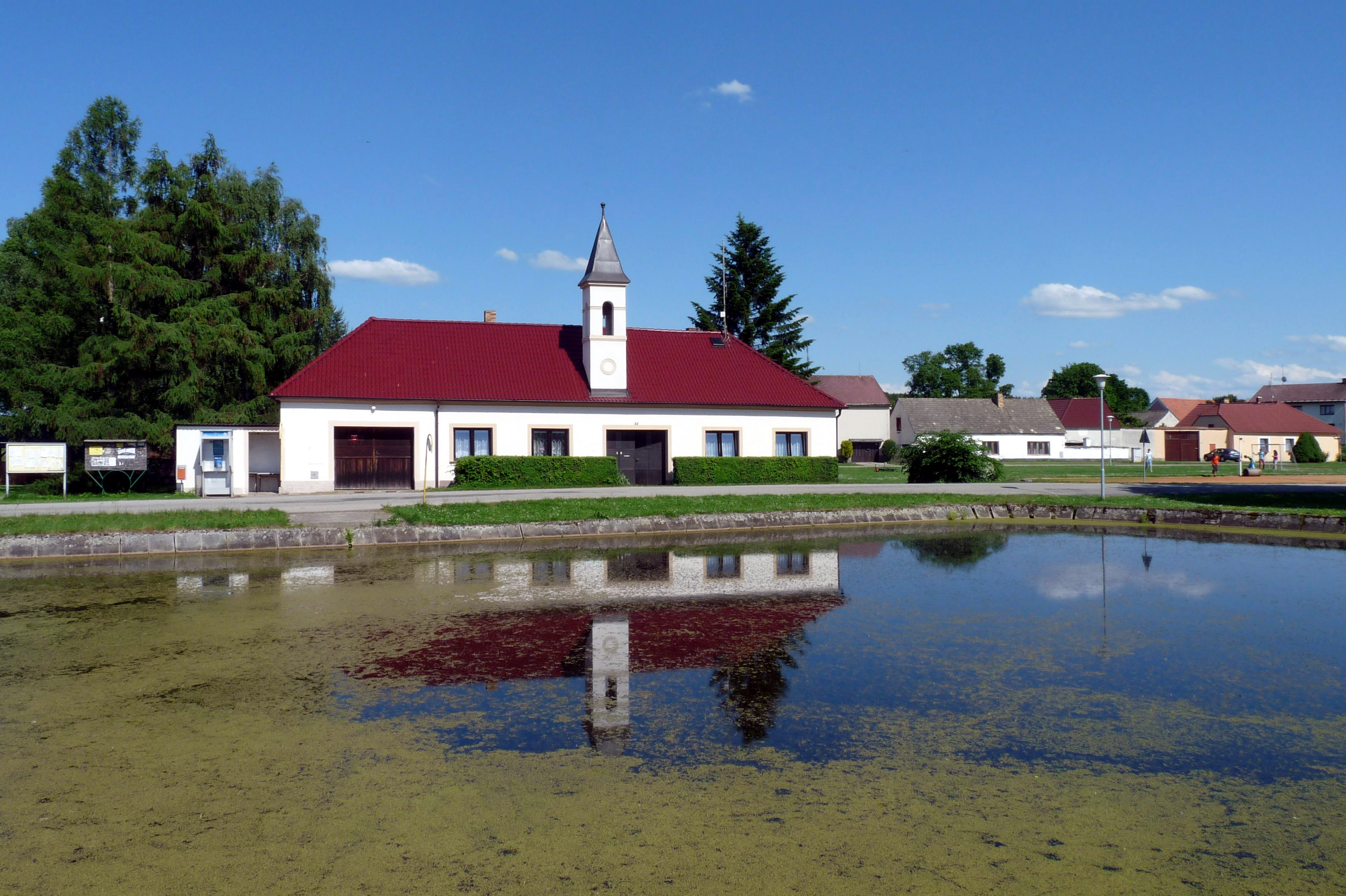
Dorfteich in Hlavatce

Hlavatce befindet sich rechtsseitig des Baches Soudný potok in der Zbudovská Blata, einem Teil des Budweiser Beckens. Gegen Nordosten liegen die Teiche Hlvatatecký rybník und Dvorský rybník, südöstlich der Volešek und der Vlhavský rybník. Östlich erhebt sich der Odměny (419 m), im Südosten der Na Hůrkách (419 m) und südlich der Na Štuntpíru (443 m).
Nachbarorte sind Lékařova Lhota, Nová Hospoda und Novosedly im Norden, Sedlecký Dvůr im Nordosten, Sedlec, Plástovice und Pašice im Osten, Pištín und Vlhlavy im Südosten, Němčice und Mahouš im Süden, Triumf, Olšovice und Třetina im Südwesten, Hláska und Podeřiště im Westen sowie Rábín und Malovice im Nordwesten.

## Geschichte
Archäologische Funde, die von der Mittelsteinzeit, Mittleren Bronzezeit, Hallstattzeit und Latènezeit bis zum Frühmittelalter reichen, belegen eine frühzeitliche Besiedlung des Gemeindegebietes. Des Weiteren lassen Keramikfunde in der Flur Hláska vermuten, dass sich dort während des 13. bis 15. Jahrhunderts ein später erloschenes Dorf befunden hat.
Die erste schriftliche Erwähnung des zur Burg Poděhusy gehörigen Dorfes erfolgte 1379 im Rosenberger Urbar. 1421 brannten die Hussiten unter Jan Žižka die Burg nieder. Wok II. von Rosenberg verkaufte 1481 die wüste Burg mit allem Zubehör an Peter Kořenský von Terešov. Später wurde das Dorf an die Herrschaft Libiegowitz angeschlossen. Im Jahre 1835 bestand Hlawatetz aus 42 Häusern mit 279 tschechischsprachigen Einwohnern. Im Dorf bestand ein Wirtshaus. Pfarr- und Schulort war Nettolitz. Bis zur Mitte des 19. Jahrhunderts blieb Hlawatetz zu der den Fürsten Schwarzenberg gehörigen Allodialherrschaft Libiegowitz untertänig.
Nach der Aufhebung der Patrimonialherrschaften bildete Hlavatec / Hlawatetz ab 1850 eine Gemeinde in der Bezirkshauptmannschaft Prachatice/Prachatitz. Seit dem Ende des 19. Jahrhunderts wird der tschechische Ortsname Hlavatce verwendet. Am 6. Januar 1909 gründete sich die Freiwillige Feuerwehr. Im Jahre 1910 hatte Hlavatce / Hlawatetz 244 tschechischsprachige Einwohner und war nach Sedlec / Selz  eingepfarrt und eingeschult. Nach dem Münchner Abkommen und der daraus resultierenden Abtrennung des Bezirks Prachatitz verblieb Hlavatce 1938 bei der „Resttschechei“ und wurde dem Bezirk Písek zugeschlagen. 1943 erfolgte die Eingemeindung nach Selz. Diese wurde nach dem Ende des Zweiten Weltkrieges im Jahre 1945 wieder aufgehoben und die Gemeinde zunächst wieder dem Okres Prachatice zugeordnet. 1948 wurde Hlavatce Teil des neu gebildeten Okres Vodňany, der 1960 wieder aufgehoben wurde. In diesem Zuge wurde Hlavatce mit Beginn des Jahres 1961 erneut nach Sedlec eingemeindet und zugleich dem Okres České Budějovice zugeschlagen. Nach einem Referendum löste sich Hlavatce am 24. November 1990 wieder von Sedlec los und bildet seither eine eigene Gemeinde.

## Gemeindegliederung
Für die Gemeinde Hlavatce sind keine Ortsteile ausgewiesen. Zu Hlavatce gehört die Einschicht Triumf.

## Bevölkerungsentwicklung
| Jahr      | 1869 | 1880 | 1890 | 1900 | 1910 | 1921 | 1930 | 1950 | 1961 | 1970 | 1980 | 1991 | 2001 | 2011 | 2021 |
| --------- | ---- | ---- | ---- | ---- | ---- | ---- | ---- | ---- | ---- | ---- | ---- | ---- | ---- | ---- | ---- |
| Einwohner | 258  | 264  | 254  | 273  | 244  | 281  | 264  | 170  | 169  | 118  | 138  | 147  | 137  | 138  | 151  |

## Sehenswürdigkeiten
- Kapelle des Jungfrau Maria und des hl. Wenzel auf dem Dorfplatz, errichtet in der ersten Hälfte des 19. Jahrhunderts
- Nischenkapelle des hl. Johannes von Nepomuk, an der Wegegabel nach Netolice und Hláska
- Reste der Burg Poděhusy, westlich des Dorfes
- Gehöfte im südböhmischen Bauernbarock